# مولالی، نیو ساوت ولز
مولالی (به انگلیسی: Mullaley) یک منطقهٔ مسکونی در استرالیا است که در نیو ساوت ولز واقع شده‌است.